# Nord bei Nordwest – Der Transport
Nord bei Nordwest – Der Transport ist ein deutscher Fernsehfilm von Till Franzen aus dem Jahr 2017. Es handelt sich um die vierte Folge der ARD-Kriminalfilmreihe Nord bei Nordwest mit Hinnerk Schönemann und Henny Reents in den Hauptrollen.

## Handlung
Hauke Jacobs wird, seit seinem Anfang als Tierarzt in dem Ostseestädtchen Schwanitz, von den Anwohnern gut angenommen. Während sich die Einwohner des Orts auf den bevorstehenden „Nordic Ride“ vorbereiten, ahnt keiner, dass ein schwedisches Gaunerquartett den Trubel ausnutzen will, um einen Werttransporter zu überfallen. Schon im Vorfeld geraten die Ganoven in Streit und der Anführer, Ole Mantell, erschießt einen seiner Männer. Die verbliebenen drei mieten sich in einer Pension in Schwanitz ein und geben vor, an dem Motorrad-Rennen teilnehmen zu wollen.
Nachdem der Erschossene von Mehmet Ösker im Küstenwasser vor Schwanitz gefunden wird und sich herausstellt, dass er Schwede ist, wird Polizistin Lona Vogt auf die anderen schwedischen Gäste im Hotel aufmerksam. Sie und Hauke Jacobs halten es nicht für einen Zufall, dass sie aus derselben Stadt namens Ystad stammen. Lona forscht nach und erfährt, dass der Tote wegen eines Raubüberfalls vorbestraft war und sechs Jahre im Gefängnis saß. Daher geht sie davon aus, dass die drei etwas vorhaben. Sie berät sich mit Hauke Jacobs und bittet ihn, ihr in dem Fall zu helfen. Er schleicht sich in das Pensionszimmer von Mantell und fotografiert die Nummer von Dahlbergs Smartphone. Per Polizeianalyst werden die drei aktuellen Anrufe des Mobilphones ausgewertet. Dabei stoßen die Ermittler auf jemanden namens Martin Wendt, von dem sie annehmen, dass er auch auf dem Weg nach Schwanitz ist. Als sie über Wendt recherchieren, erfahren sie, dass er gerade einen Transport begleitet, der wertvolle Diamanten nach Petersburg bringen soll. Daher postieren sich Lona und Hauke bei einer alten Tankstelle, wo der Transport zum Betanken vorbeikommen soll. Trotz ihrer fast rechtzeitigen Ankunft vor Ort gelingt es ihnen nicht, den Überfall zu verhindern, bei dem ein Wachmann den Tod findet. Ole Mantell und seine beiden Komplizen entkommen und wähnen sich in Sicherheit, doch Lona gelingt es, einen der Räuber zu stellen, der verhaftet wird. Wendt und Mantells Freundin haben sich gegen ihn verbündet und wollen allein auf einer Fähre fliehen. Ole Mantell erschießt die beiden, wird aber von Lona Vogt und Hauke Jacobs gestellt und bei einem Schusswechsel tödlich von der Polizistin getroffen.
Hauke erhält Besuch aus seiner Polizeivergangenheit und erfährt, dass sein „Exil“ in Schwanitz nicht mehr nötig und die für ihn erwirkte Kronzeugenregelung beendet sei. Dennoch erwägt er, sein Tierarztdasein weiterzuführen und die Menschen in Schwanitz nicht zu verlassen.

## Hintergrund
Nord bei Nordwest – Der Transport wurde vom 30. März bis 28. April 2016 in Travemünde mit der Halbinsel Priwall, auf der Insel Fehmarn sowie in Hamburg und Umgebung gedreht.

## Rezeption

### Einschaltquote
Die Erstausstrahlung von Nord bei Nordwest – Der Transport am 6. April 2017 im Ersten erreichte 5,89 Millionen Zuschauer und einen Marktanteil von 18,6 Prozent.

### Kritik
Rainer Tittelbach von tittelbach.tv meinte: „Nach dem Schwenk in die richtige Richtung in ‚Estonia‘ ist nun ‚Der Transport‘ die vorläufige filmische Krönung der Donnerstagskrimi-Reihe ‚Nord bei Nordwest‘“. „Das Zusammenspiel von Schönemann, Reents und Lohse wird immer zwischentonreicher, eine Menge Subtexte beleben die Interaktionen und auch das ‚Gäste‘-Gangster-Trio bringt ihre eigene Art der Kommunikation ein. Autor Holger Karsten Schmidt ist in seinem Element und in Regisseur Till Franzen findet er seinen Meister: Lakonie & Understatement, ein Film, der mit Bildern & wenig Worten erzählt, spannend & menschlich: kluges Unterhaltungs-TV.“
Bei der fnp schrieb Ulrich Feld: „Die Dorfposse und der Krimi, sie wollen deswegen diesmal nicht so wirklich zusammenwachsen. Wobei das Drehbuch die Charaktere auch innerhalb der Gangsterbande einerseits sicher schön facettenreich angelegt hat. Andrerseits würde eine solche Geschichte auch besser als temporeicher Actionthriller funktionieren, und in dieser Beziehung kommt der Film anfänglich nur mühsam auf Touren. Es überwiegen beschauliche Momente, die Beziehungen zwischen einzelnen Charakteren rücken in den Vordergrund.“
Tilmann P. Gangloff rezensierte für evangelische.de und kam zu dem Urteil: „‚Der Transport‘ hat diverse komische Momente zu bieten, aber meist sind sie vergleichsweise sanfter Natur und fast schon familientauglich.“ „Darüber hinaus gibt es viele Szenen, die nicht weiter wichtig für die Krimihandlung sind, aber den besonderen Charme des Films ausmachen; dazu zählt etwa die Karaoke-Einlage.“